# 西嶋一八
西嶋 一八（にしじま かずや、1999年2月24日 - ）は、日本の元子役。福岡県出身。ムーン・ザ・チャイルドに所属していた。

## 出演

### テレビドラマ
- 君のせい（2009年5月4日・5日、TBS）
- 妖しき文豪怪談 鼻（2010年8月25日、NHK BShi） - 善男 役
- 最高の離婚 第4話（2013年1月31日、フジテレビ） - 初島知輝 役
- 放課後グルーヴ（2013年4月22日 - 6月24日、TBS） - 瀬戸泰 役
- お家さん（2014年5月9日、読売テレビ） - 英吉 役

### 映画
- WOOL100%（2006年10月28日、ピラミッドフィルム） - 園児 役
- ALLDAYS 二丁目の朝日（2008年2月2日、ジョリー・ロジャー） - 伸一 役

### CM
- アートコーポレーション「ひろみちお兄さんとアート引越ダンサーズ」（2005年）
- サークルKサンクス「ドラえもんフェア」（2007年）
- 栄光ゼミナール（2008年）
- マクドナルド「ハッピーセット アバター編」（2009年）